# Lijst van Mystery Science Theater 3000-specials
Dit is een overzicht van alle speciale afleveringen van de televisieserie Mystery Science Theater 3000.

## Turkey Day specials
Van 1991 t/m 1995 werd ter viering van Thanksgiving Day een marathonuitzending van MST3K uitgezonden op Commedy Central. In 1997 deed Sci-Fi Channel een soortgelijke marathonuitzending.
Deze marathons bestonden doorgaans uit 14 tot 16 afleveringen, en waren voorzien van nieuwe tussenstukjes om de afleveringen aan elkaar te praten.

## This Is MST3K
Deze special werd uitgezonden tijdens het vierde seizoen op 14 november 1992. De special wordt gepresenteerd door Penn Jillette. Tijdens de special zit hij in de bioscoopzaal waar Tom Servo, Joel Robinson en Crow T. Robot doorgaans zitten. Op het bioscoopscherm is de special te zien. Tijdens de presentatie geeft de Jilette in de bioscoopzaal kritiek op zijn eigen stukjes uit de special. Penn Jillette verteld de kijkers over de achtergrond van MST3K, het genre, het humoristische commentaar en het team achter de serie. Aan het woord komen tevens Joel Hodgson, Jim Mallon, Michael J. Nelson, Trace Beaulieu, Kevin Murphy, Frank Conniff en Paul Chaplin.

## MST3K Little Gold Statue Preview Special
Deze special werd uitgezonden tijdens het zesde seizoen op 22 maart 1995. De special focust zich op de naderende Academy Awards-uitreikingen. Tom Servo en Crow T. Robot bekijken in de filmzaal van de Satellite of Love fragmenten uit films die een grote kans maken op een of meer Academy Awards, en voorzien deze van het gebruikelijke humoristische commentaar. Mike Nelson voegt zich later bij hen.
De films die worden behandeld zijn:
- Frankenstein
- Four Weddings and a Funeral
- Tom & Viv
- Quiz Show
- Forrest Gump
- La Reine Margot (Queen Margot)
- The Adventures of Priscille
- De Leeuwenkoning
- Junior
- Three Colors: Red (Red)
- Heavenly Creatures
- Little Woman
- Blue Sky
- Hoop Dreams
- Pulp Fiction

In de Special ziet men voor het eerst het theater vanuit het omgekeerde perspectief. In plaats van het filmdoek met daarvoor een rij stoelen, ziet men ook een paar keer de stoelen met daarin Tom Servo, Crow en Mike, met achter hen de deur waarlangs ze de filmzaal betreden.

## The Making of Mystery Science Theater 3000
Deze special werd uitgezonden ter promotie van het achtste seizoen op 15 augustus 1997. De special geeft een kijkje achter de schermen op de set van MST3K. Vanaf seizoen 8 werd MST3K niet langer uitgezonden op Comedy Central maar op Sci-Fi Channel. De special was dan ook vooral bedoeld om nieuwe kijkers kennis te laten maken met de serie. Zo werd ook de geschiedenis van de serie en de belangrijke gebeurtenissen uit de afgelopen 7 seizoenen kort toegelicht.

## 1st Annual Summer Blockbuster Review
Deze special werd uitgezonden tijdens het achtste seizoen op 2 september 1997. In de special worden Mike en Crow midden in de nacht wakker, en merken dat Tom weg is. Ze vinden hem terug in de filmzaal alwaar hij, gekleed in een duur pak, trailers bekijkt van een aantal films die deze zomer in de bioscopen draaien. Mike en Crow kijken mee, en de drie voorzien de trailers van hun gebruikelijke commentaar. Even later arriveren ook Professor Bobo, Observer en Pearl Forrester in de filmzaal daar ze wilden weten waar Mike, Crow en Tom gebleven waren. Pearl blijkt een groot fan te zijn van George Clooney, en wil dat de trailer van Batman & Robin extra aandacht krijgt.
De films die behandeld worden in deze special zijn:
- The Fifth Element
- The Lost World: Jurassic Park
- Men in Black
- Contact
- Batman & Robin

## Academy of Robots' Choice Awards Special
Deze special werd uitgezonden tijdens seizoen 9 op 19 maart 1998. Bij aanvang van de special belt vicepresident Al Gore Mike, Crow en Servo op met het verzoek of ze weer een special willen maken over de aankomende Academy Award-uitreikingen. Mike weigert aanvankelijk, totdat Al Gore hem een aantrekkelijk aanbod doet. De drie haasten zich naar de filmzaal.
De films behandelt in deze special zijn:
- Mrs Brown
- The Wings of the Dove
- Good Will Hunting
- As Good as it Gets
- Amistad
- Titanic
- Jackie Brown
- Boogie Nights
- Deconstructing Harry
- L.A. Confidential
- Starship Troopers

## 2nd Annual Summer Blockbuster Review
Deze special werd uitgezonden tijdens seizoen 9 op 4 september 1998. Net als de vorige Blockbuster Review-special behandelt de special trailers van films die deze zomer in de bioscopen draaien. Bij aanvang van de special kondigt Crow aan dat hij, Mike en Servo de opdracht hebben gekregen de Amerikaanse burgers erop attent te maken wat hun taken deze zomer zijn. Mike en Tom zijn niet erg enthousiast, maar gaan uiteindelijk mee naar de filmzaal.
De films behandeld in deze special zijn:
- The X-Files
- Ever After
- Halloween: H2O
- The Truman Show
- Pi
- Saving Private Ryan
- Small Soldiers
- Deep Impact
- Armageddon

Aan het eind kondigt Crow aan dat er nog een bepaalde film is die ze wilden behandelen, maar dat ze daar de rechten niet van konden krijgen. Daarom heeft hij zelf een kort filmpje gemaakt over een kolossaal monster dat een stad vernietigd genaamd Goshzilla.

## PlayStation Underground-special
Voor het tijdschrift PlayStation Underground maakte de crew van MST3K een special van 7 minuten. Deze werd op cd-rom geleverd bij volume 2, nummer 1. In de special zitten Crow, Mike en Tom aanvankelijk PlayStation-spellen te spelen, maar gaan dan het theater in om de spot te drijven met enkele eerdere video's gemaakt voor en door het tijdschrift.
Personages: Joel Robinson · Mike Nelson · Crow T. Robot · Tom Servo · Gypsy · Cambot · Magic Voice · Dr. Clayton Forrester · Dr. Laurence Erhardt · TV's Frank · Pearl Forrester · Professor Bobo · Observer

Plaatsen: Satellite of Love · Deep 13 · Castle Forrester

Media: Afleveringen · specials · De film · internetserie

Spin-offs: RiffTrax · The Film Crew · Cinematic Titanic